# لوريتا لوكس
لوريتا لوكس (بالألمانية: Loretta Lux)‏ (و. 1969  م) هي مصورة، ورسامة ألمانية، ولدت في درسدن.

## التعليم
تعلمت في أكاديمية الفنون الجميلة بميونخ.